# Руснак Манолій Васильович
Манолій Васильович Руснак (25 січня 1945, Митків — 29 листопада 2023) — український ювелір; член Спілки радянських художників України з 1983 року. Заслужений майстер народної творчості України з 2009 року.

## Біографія
Народився 25 січня 1945 року в селі Миткові (нині Чернівецький район Чернівецької області, Україна). Протягом 1961—1968 років навчався на відділенні художнього конструювання у Вижницькому училищі прикладного мистецтва у Петра Лемського, Валерія Жаворонкова, Анатолія Скиби.
Після здобуття мистецької освіти працював за направленням інженером технічної естетики на Чернівецькому металоштампувальному заводі; з 1969 року — у Чернівецькому художньо-виробничому комбінаті, де займався ювелірною справою. У 2007 році, разом з Іваном Гордіцею, заснув Митківський музей культури, де експонуються мистецькі роботи художників села. 
Мешкав у Чернівцях в будинку на вулиці Естонській, № 23, квартира № 1. Помер 29 листопада 2023 року.

## Творчість
Творчу діяльність розпочав 1969 року художником-монументалістом, створивши низку мозаїк та чеканок, які прикрасили інтер'єри готелю «Чернівці» (1971), ресторану «Дністер» та Чернівецького міського аеропорту. Надалі працював у галузі ювелірного мистецтва. Серед робіт:  гарнітури прикрас «Космос», «Фантазія» (1978), кольє «Квітка» (1979), гарнітур «Квіти», кольє «Агат», «Озеро» (1982), «Калина» (1983), «Дністрові кручі» (1991).
Брав участь у всеукраїнських та зарубіжних мистецьких виставках з 1974 року, всесоюзних та зарубіжних — з 1982 року, зокрема 1974 року взяв участь у Міжнародній виставці ювелірного мистецтва (Яблонець, Чехословаччина), де представляв свої кольє, броші, персні та інші вироби; у 1982 році — у всесоюзній виставці «Художники — народу», присвяченій святкуванню 1500 річчя Києва.
Роботи митця зберігаються у Чернівецькому художньому музеї, інших музеях України та приватних колекціях, зокрема у фондах Чернівецького художнього музею зберігається десять робіт майстра, серед яких: гарнітури «Калина» та «Ранкова роса», брошка «Озеро» та інше.